# 梁白非

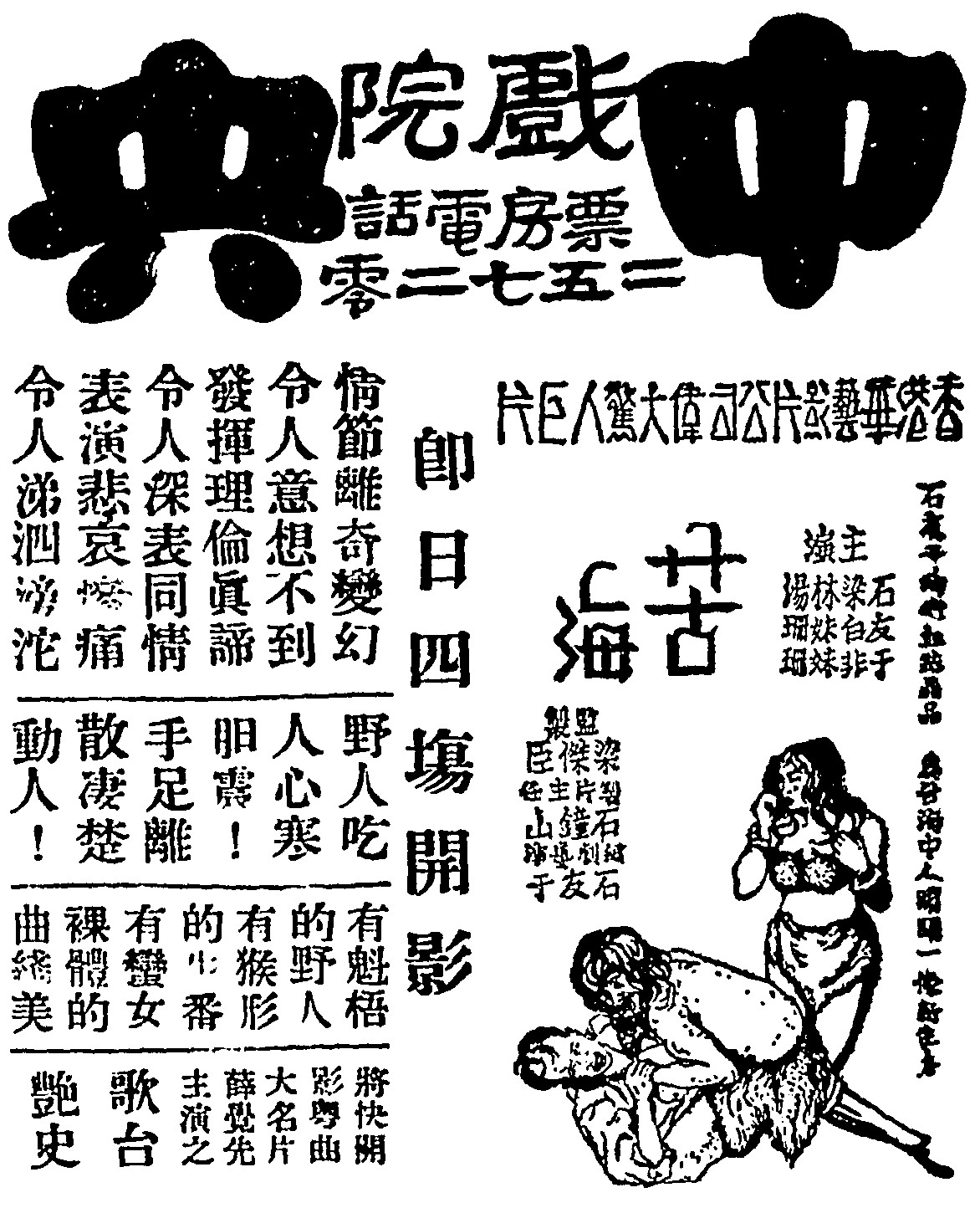
1934年5月3日在香港中央戲院首映的默片《苦海》之女主角為梁白非（梁玉梅）小姐

梁白非，原名：梁玉梅，她的胞弟是香港資深娛樂記者梁燦先生。梁白非（梁玉梅）在「聯華演員養成所」接受電影及戲劇訓練，與黃曼梨、唐醒圖、吳楚帆、胡戎、李鐵、楊君俠等為同學。導演石友于邀請她參演默片《苦海》（1934年5月3日香港公映）。20世紀80年代末期在香港逝世。

## 外部連結
- 香港電影資料館有關梁白非（梁玉梅）演出的記錄[永久]